# Baby pruskie

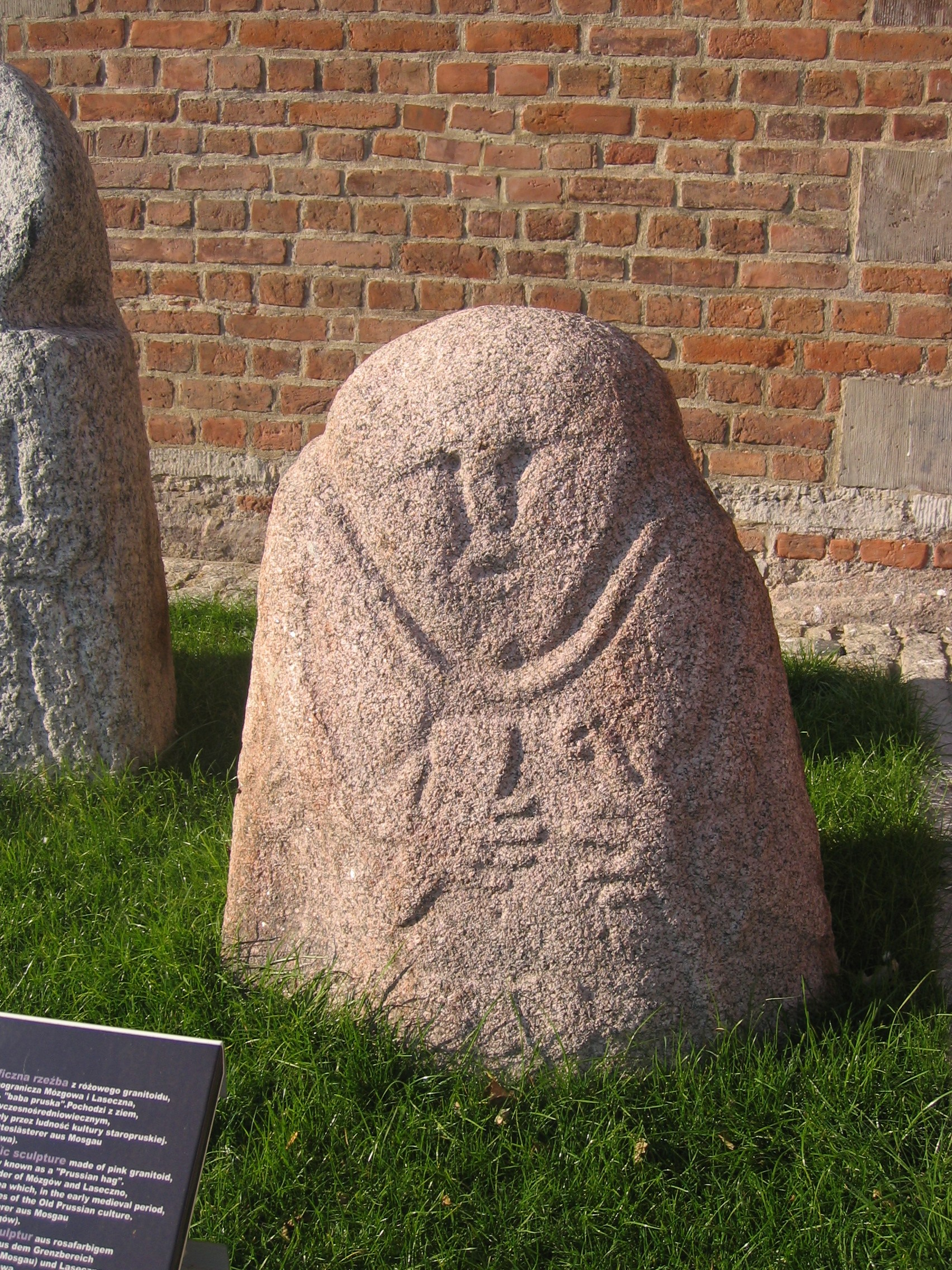
Baba pruska z Mózgowa/Laseczna w Muzeum Archeologicznym w Gdańsku

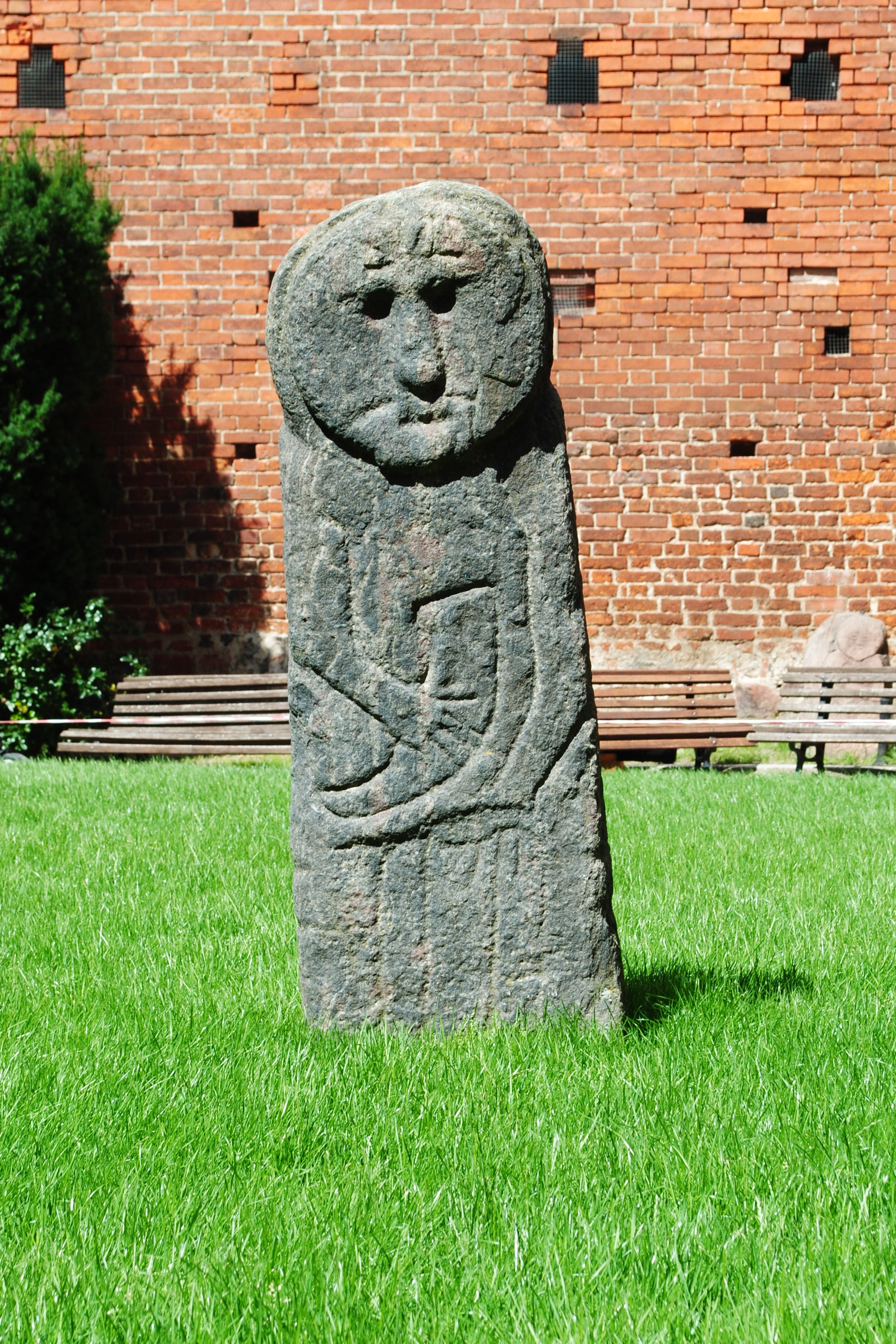
Baba pruska z Barcian na dziedzińcu Zamku Kapituły Warmińskiej w Olsztynie

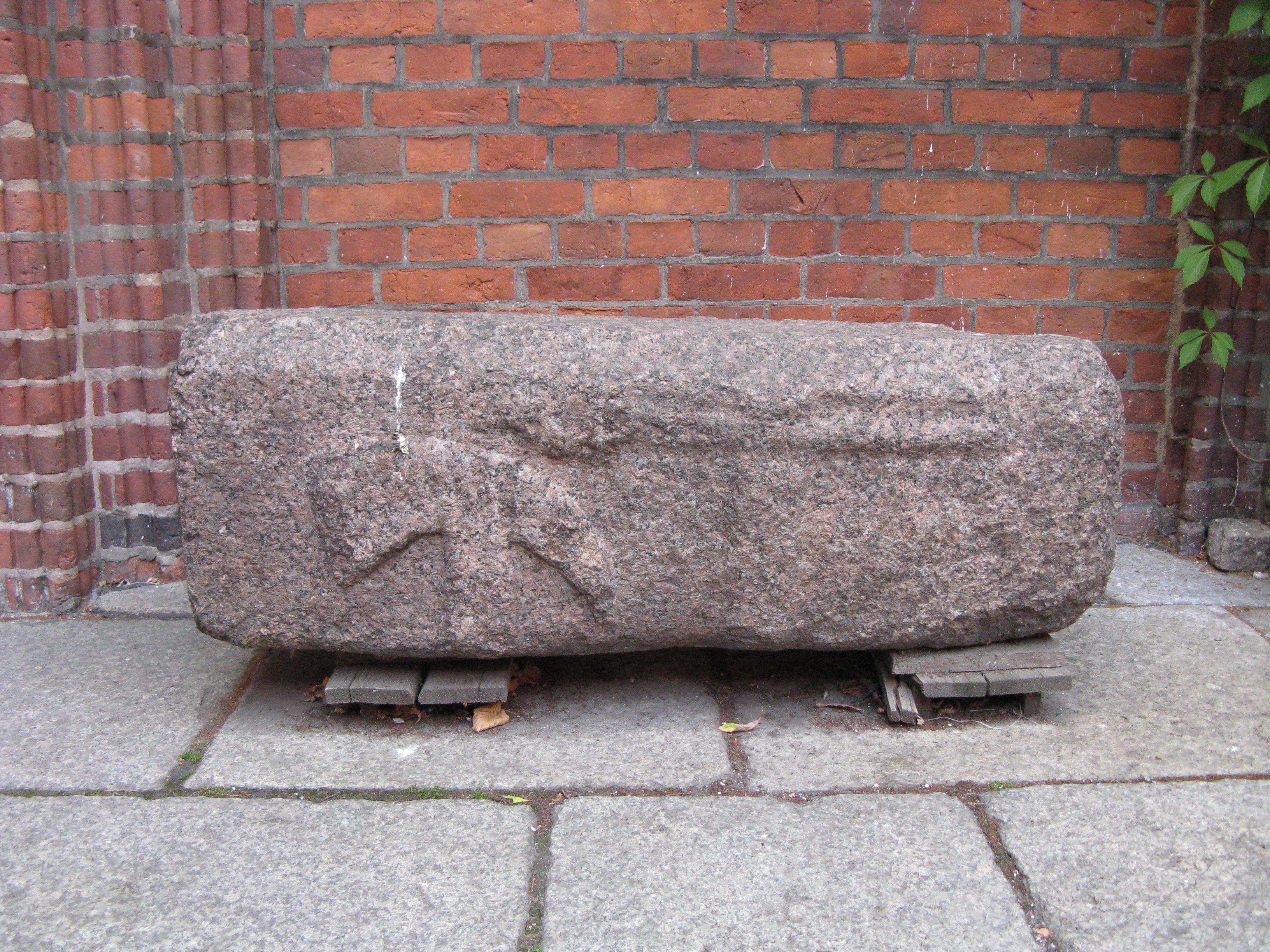
Baba pruska na dziedzińcu Ratusza Staromiejskiego w Toruniu

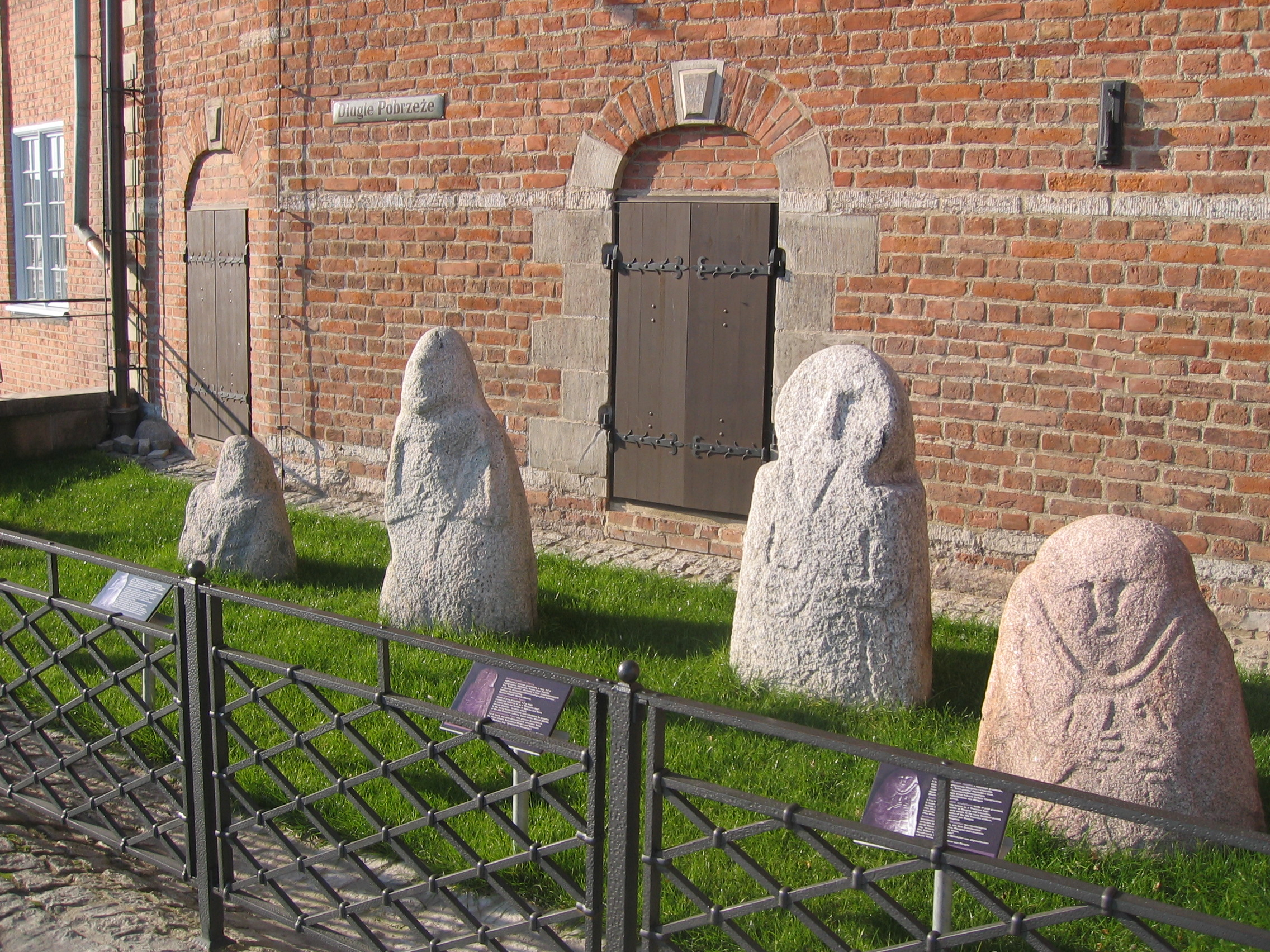
Kolekcja kamiennych bab pruskich przed Muzeum Archeologicznym w Gdańsku

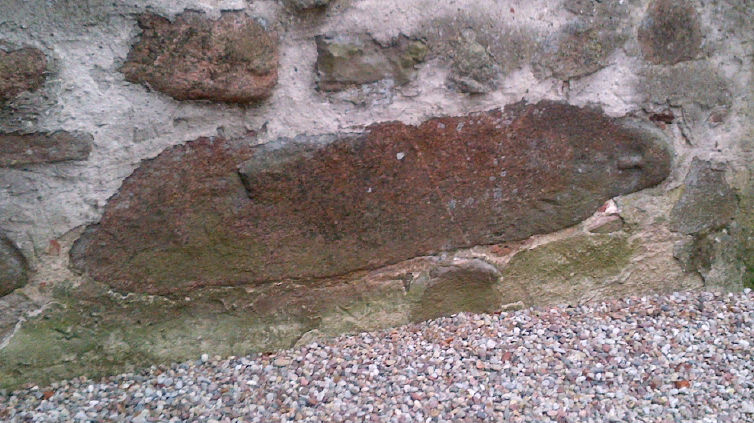
Baba pruska z Prątnicy

Baby pruskie – kamienne posągi, pochodzące zapewne ze średniowiecza, o nieznanej funkcji i pochodzeniu.
Znajdowano je na ziemiach dawniej zamieszkiwanych przez plemiona pruskie, podbite w XIII wieku przez Zakon krzyżacki. Najstarsza wzmianka o babie pruskiej pochodzi z 1706 z kroniki miasta Bartoszyce, gdzie pada jej nazwa „Bartel”.

## Wygląd
Posągi mają wysokość do półtora metra i przedstawiają, wbrew nazwie, postacie mężczyzn. Mają zaznaczone z grubsza rysy twarzy, w prawej ręce trzymają róg (rytualne naczynie do picia), w lewej czasami miecz lub tasak. Niektóre nie posiadają atrybutów wojownika, ich ręce złożone są w krzyż na piersiach.

## Pochodzenie
Istnieje kilka hipotez na temat genezy i funkcji „bab pruskich”. Zdaniem Jerzego Marka Łapo, archeologa i historyka z Muzeum Kultury Ludowej w Węgorzewie, miały one powstać na zlecenie Krzyżaków.

Na obecnym etapie badań trudno określić ich funkcję, ale być może wiązała się ona z ideologicznym „kryzysem krucjatowym”, jaki dotknął Krzyżaków po zakończeniu podboju ziem pruskich w 1283 roku.

„Baby” mogły także mieć związek z turniejami rycerskimi organizowanych przez Krzyżaków, a sam wygląd figur może być wizualizacją stereotypu Prusa widzianego oczyma Krzyżaków. Inna hipoteza mówi o czysto pogańskim pochodzeniu: w pruskim folklorze figury tego typu są często utożsamiane z osobami zaklętymi w kamień za jakieś przewinienie. Mogą to być też posągi bohaterów, którzy zginęli na obczyźnie lub po prostu wizerunki pruskich bogów.
Kolekcję bab pruskich z rejonu Iławy z Bronowa, Gałdowa, Mózgowa, Susza można obejrzeć przed Muzeum Archeologicznym w Gdańsku od strony Motławy, dwie znajdują się w Bartoszycach na skwerku, baba z Barcian przy Muzeum Warmii i Mazur w Olsztynie, posąg z Bratiana na dziedzińcu Ratusza Staromiejskiego w Toruniu, jedna z bab znajduje się też przy kościele w Prątnicy. Pruską babę znaleziono też podczas wykopalisk prowadzonych w Poganowie.

## Legenda o Gustebaldzie
Pochodząca z okolic Bartoszyc legenda o Gustebaldzie mówi o królowej Prusów, która pewnego dnia uratowała życie Rybiego Króla, za co otrzymała magiczny kamień umożliwiający rozumienie mowy zwierząt, roślin i wiatru. Warunkiem było niepokazywanie owego kamienia nikomu. Pewnego dnia Wiatr przyniósł wieść o nadciąganiu Krzyżaków – jednak nikt Gustebaldzie w to nie uwierzył, na co królewna pokazała kamień niedowiarkom i w tej chwili sama została zamieniona w kamień.